# Leonardo Gallitelli
Leonardo Gallitelli, italijanski general, * 9. junij 1948.
Od leta 2009 je poveljujoči general Korpusa karabinjerjev.